# Noel Barrionuevo
Noel Barrionuevo, född den 16 maj 1984 i Martínez, Buenos Aires, är en argentinsk landhockeyspelare.
Hon tog OS-brons i damernas landhockeyturnering i samband med de olympiska landhockeytävlingarna 2008 i Peking.
Barrionuevo tog OS-silver i samma gren i samband med de olympiska landhockeytävlingarna 2012 i London. Vid olympiska sommarspelen 2020 i Tokyo var hon återigen en del av Argentinas lag som tog silver i landhockey.